# Phragmataecia psyche
Phragmataecia psyche is een vlinder uit de familie houtboorders (Cossidae). De wetenschappelijke naam van deze soort werd voor het eerst geldig gepubliceerd in 1919 door Le Cerf.
De soort komt voor in tropisch Afrika.